# Doppelwahl von 1256/57
Bei der Doppelwahl von 1256/57 standen sich bei der Wahl zum deutschen König der Engländer Richard von Cornwall und Alfons X., der König von Kastilien, gegenüber.

## Vorgeschichte
Wilhelm von Holland, seit 1248 bereits Gegenkönig im Heiligen Römischen Reich, war nach dem Tod des Staufers Konrad IV. am 21. Mai 1254 als alleiniger Herrscher allgemein anerkannt worden. Er selbst starb jedoch bereits am 28. Januar 1256 im Kampf gegen die Friesen. Weder sein gerade einmal zweijähriger Sohn Florens noch Konrads erst vierjähriger Sohn Konradin kamen aufgrund ihres jungen Alters als mögliche Nachfolger infrage.
Der kastilische König Alfons X., der über seine Mutter Beatrix mit den Staufern verwandt war, erhob daraufhin Anspruch auf den Thron. Gesandte der Stadt Pisa riefen ihn am 18. März zum neuen Herrscher im Heiligen Römischen Reich aus, wenig später folgten Gesandte der Stadt Marseille. Unterstützung erfuhr Alfons durch den französischen König Ludwig IX., der sich seinerseits einen Einflussgewinn auf den alten burgundischen und lothringischen Raum versprach.
Dies rief wiederum den englischen König Heinrich III. auf den Plan, der ein Erstarken Frankreichs befürchtete. In einem Schreiben an Papst Alexander IV. bat er darum, einen der Kirche treuen und dem König von England nicht feindlich gesinnten Mann einzusetzen. Da eine Antwort des Papstes ausblieb, ging Heinrich davon aus, dass dieser Alfons X. unterstützten würde (tatsächlich geriet Alfons jedoch wegen seines Bündnisses mit dem stauferfreundlichen Feudalherren Ezzelino III. da Romano in Gegensatz zum Papst). Heinrich wollte sich nun persönlich in die deutschen Angelegenheiten einmischen und fasste den Entschluss, seinen Bruder Richard von Cornwall zum römisch-deutschen König wählen zu lassen.

## Verhandlungen
Nachdem Heinrich III. diesen Plan gefasst hatte, setzten Ende Juni die ersten Verhandlungen ein. Am 26. November 1256 verpflichtete sich der Pfalzgraf bei Rhein Ludwig II., Richard seine Stimme zu geben. Mit der Stimme des Pfalzgrafen sicherte Richard sich auch die Unterstützung von dessen Bruder Herzog Heinrich von Bayern. Der Erzbischof von Köln, Konrad von Hochstaden, erhielt von Richard 12000 Mark Sterling Ausgleichszahlungen sowie das Versprechen, die Aussöhnung der Kurie mit dem Erzbischof bis zum 27. Mai 1257 zu erreichen. Dieser war nämlich wegen eines Anschlags in Neuss auf Wilhelm von Holland und einen päpstlichen Legaten von letzterem exkommuniziert worden. Der Mainzer Erzbischof befand sich seit 1255 in Gefangenschaft des Herzogs von Braunschweig, in die er wegen territorialpolitischer Auseinandersetzungen geraten war. Er übertrug seine Stimme auf den Kölner Erzbischof und erhielt von Richard 8000 Mark Sterling, davon wurden 5000 Mark Sterling verwendet, um den Mainzer aus der Gefangenschaft freizukaufen.
So hatte sich Richard die Stimmen der Erzbischöfe von Mainz und Köln sowie jene des Pfalzgrafen bei Rhein gesichert.

## Die Wahl und die Krönung
Nachdem die Verhandlungen abgeschlossen waren, wurde in Frankfurt ein Wahltag für den 13. Januar 1257 veranschlagt. Die ersten, die in der Stadt eintrafen, waren der Erzbischof von Trier und der Herzog von Sachsen, die beide den Kastilier unterstützten. Sie verweigerten dem Erzbischof von Köln und dem Pfalzgrafen Einlass in die Stadt, weswegen diese ihr Lager außerhalb der Stadt aufschlugen und dorthin zur Wahl luden. Dieser Aufruf wurde nicht befolgt und die Anhänger des Engländers sahen das volle Recht der Wahl bei sich, somit wählten sie Richard von Cornwall zum neuen römisch-deutschen König mit den Stimmen des Erzbischofs von Köln, des Erzbischofs von Mainz und des Pfalzgrafen bei Rhein.
Einige Tage später schloss sich der König von Böhmen dieser Wahl an, jedoch sorgte dieser für Verwirrung, weil er später auch Alfons X. seine Stimme gab, wohl um ganz sicher auf der Seite des Siegers zu sein. Am 1. April 1257 wurde Alfons X. vom Erzbischof von Trier, dem Herzog von Sachsen, dem Markgrafen von Brandenburg und dem König von Böhmen zum römisch-deutschen König gewählt.
Am 10. April 1257 brach auch Richard mit seinem Gefolge nach Deutschland auf, ihn begleiteten seine Frau Sancha und seine beiden Söhne Heinrich und Edmund. Am 17. Mai 1257 empfing Richard von Cornwall in Aachen das Szepter und die Reichskrone, wobei er auf dem Thron Karls des Großen saß. Mit ihm wurde seine Frau gekrönt und sein Sohn Heinrich wurde einen Tag später zum Ritter geschlagen, dieser wurde von da an in England Henricus de Alemannia genannt. Diese durch Konrad von Hochstaden „am rechten Ort“ durchgeführte Krönung war ein wichtiger herrschaftsbegründender Moment für Richard, denn sein Konkurrent wurde nicht gekrönt und hatte Deutschland auch nie betreten.